# مارکوس براونینگ
مارکوس براونینگ (انگلیسی: Marcus Browning؛ زادهٔ ۲۲ آوریل ۱۹۷۱) بازیکن فوتبال اهل بریتانیا است.
از باشگاه‌هایی که در آن بازی کرده‌است می‌توان به باشگاه فوتبال بث سیتی، باشگاه فوتبال پول تاون، باشگاه فوتبال ویموث، باشگاه فوتبال گیلینگام، باشگاه فوتبال ای‌اف‌سی بورنموث، باشگاه فوتبال گلاستر سیتی، باشگاه فوتبال بریستول راورز، باشگاه فوتبال هادرزفیلد تاون، و باشگاه فوتبال هرفورد یونایتد اشاره کرد.
وی همچنین در تیم ملی فوتبال ولز بازی کرده‌است.